# Хари Пејтон
Кари Пејтон (енгл. Khary Payton, IPA:  ILI   ; Огаста, САД, 16. мај 1972) амерички је глумац.
Познат је и по „позајмљивању“ гласа ликовима у анимираним филмовима и серијама. Тумачио је глас Сајборга у анимираној серији Teen Titans и Аквалада у серији Young Justice.
У сапуници General Hospital игра доктора Терела Џексона.

## Филмови
- - Кени
- - Дерик
- - Ендру
- - Кинг Еротик
- - створење